# Họ Cá râu
Họ Cá râu (danh pháp khoa học: Polymixiidae) là một họ cá vây tia bao gồm một chi sinh tồn là Polymixia và một vài chi đã tuyệt chủng. Nó cũng là họ duy nhất còn loài sinh tồn của bộ Polymixiiformes.
Các loài còn sinh tồn trong họ này sống ở vùng biển nhiệt đới và cận nhiệt đới Ấn Độ Dương, Đại Tây Dương và tây Thái Bình Dương. Đây là cá tầng đáy, có mặt ở độ sâu đến 800 m (2.600 ft). Đa số là cá nhỏ, song một loài đạt chiều dài 40 cm (16 in).
Chúng không có mấy tiềm năng kinh tế.

## Phân loại
- Họ Polymixiidae Gill, 1862
  - Chi †Apricenaichthys Taverne, 2011
    - †Apricenaichthys italicus Taverne, 2011

  - Chi †Berycopsia Radovčić, 1975
    - †Berycopsia inopinnata Radovčić, 1975

  - Chi †Berycopsis Dixon, 1850 [Platycormus von der Marck, 1900]
    - †Berycopsis elegans Dixon, 1850 [Platycormus elegans (Dixon 1850)]
    - †Berycopsis germana (Agassiz, 1839) [Beryx germanus Agassiz, 1839; Platycormus germanus (Agassiz, 1839)]
    - †Berycopsis pulcher Bannikov & Bacchia, 2004

  - Chi †Dalmatichthys Radovčić, 1975
    - †Dalmatichthys malezi Radovčić, 1975

  - Chi †Homonotichthys Whitley, 1933
    - †Homonotichthys dorsalis (Dixon, 1850) [Homonotus dorsalis Dixon, 1850]
    - †Homonotichthys elegans (Dixon, 1850) [Homonotus elegans Dixon, 1850]
    - †Homonotichthys rotundus (Woodward, 1902) [Homonotus rotundus Woodward, 1902]

  - Chi †Magrebichthys Murray & Wilson, 2014
    - †Magrebichthys nelsoni Murray & Wilson, 2014

  - Chi †Omosoma Costa, 1857
    - †Omosoma garretti Bardack, 1976
    - †Omosoma pulchellum Davis, 1887
    - †Omosoma sahelaimae Costa, 1857
    - †Omosoma tselfatense Gaudant, 1978

  - Chi †Omosomopsis Gaudant, 1978
    - †Omosomopsis sima (Arambourg) Gaudant, 1978

  - Chi †Parapolymyxia David, 1946
  - Chi †Pycnosterinx Heckel, 1849 [Imogaster Costa, 1857] 
    - †Pycnosterinx discoides Heckel, 1849
    - †Pycnosterinx dorsalis Pictet, 1850
    - †Pycnosterinx heckelii Pictet, 1850
    - †Pycnosterinx latus Davis, 1887
    - †Pycnosterinx russeggeri Heckel, 1849 [Homonotus pulcher Davis, 1886]

  - Chi Polymixia R. T. Lowe, 1836 [Dinemus Poey, 1860; Nemobrama Valenciennes, 1860 không Jordan, Evermann & Clark, 1930]
    - Polymixia berndti Gilbert, 1905
    - Polymixia busakhini Kotlyar, 1993
    - Polymixia fusca Kotthaus, 1970
    - Polymixia japonica Günther, 1877
    - Polymixia longispina Deng, Xiong & Zhan, 1983 [Polymixia kawadae Okamura & Ema, 1985]
    - Polymixia lowei Günther, 1859
    - Polymixia nobilis R. T. Lowe, 1836 [Nemobrama webbii Valenciennes, 1837; Dinemus venustus Poey, 1860; Polymixia nobilis virginica Nichols & Firth, 1936]
    - †Polymixia polita Schwarzhans, 2012
    - Polymixia salagomeziensis Kotlyar, 1991
    - Polymixia sazonovi Kotlyar, 1992
    - Polymixia yuri Kotlyar, 1982